# Fornaci romane di Lonato del Garda
Le fornaci romane di Lonato del Garda sono un sito archeologico, situato in località Fornaci dei Gorghi, nel comune di Lonato del Garda, in provincia di Brescia.
Si tratta di un quartiere artigianale di epoca romana risalente al I-II secolo in cui sono presenti sei fornaci di diversa dimensione, utilizzate per la produzione di laterizi.
Nel 2002 accanto ai reperti è stato rinvenuto un altro manufatto, utilizzato per gli stessi scopi, risalente al XIV secolo.
Altri siti presenti nel bresciano per fabbricazione di laterizi in epoca romana si trovano ad Adro, Gavardo, Serle e Mompiano, quartiere di Brescia. 